# Wojciech Kryski (kasztelan płocki)
Wojciech Kryski herbu Prawdzic (ur. ok. 1560 w Drobninie, zm. przed 18 czerwca 1616 roku) – kasztelan sierpecki, kasztelan raciąski i kasztelan płocki, starosta ostrowski w 1613 roku.

## Rodzina
Urodził się w Drobninie w rodzinie Stanisława Kryskiego (1536-1595), wojewody mazowieckiego i Małgorzaty Uchańskiej herbu Radwan, córki Arnolfa (zm. 1575), wojewody płockiego. Brat Feliksa (Szczęsnego), kanclerza wielkiego koronnego.
Poślubił Annę Wolską herbu Dunin (inaczej Łabędź), córkę wojskiego płockiego Hieronima i Jadwigi Niszczyckiej. Z małżeństwa urodziło się trzech synów: Stanisław Kryski (zm. po 1666) Feliks i Piotr oraz cztery córki: Agnieszkę, żonę Ludwika Krasińskiego, Barbarę, żonę Bartłomieja Rościszewskiego, Annę i Dorotę – zakonnice w Płocku.

## Lata nauki i kariera
Naukę pobierał u jezuitów w Pułtusku. Na dalszą edukację udał się do Dillingen w Austrii w sierpniu 1581 roku. Dzięki opiece i wsparciu Macieja Rywockiego, znanego pamiętnikarza i autora „Ksiąg perygrynackich” udał się wraz z bratem Feliksem do Padwy we Włoszech. Bracia przebywali tam od 22 grudnia 1584 do 6 maja 1585. Przez lata studiów i nauki zwiedzał Wenecję, Siennę i Rzym. Przez pewien czas Wojciech był bliski poświęceniu się stanowi duchownemu, jednak ostatecznie ożenił się z Anną Wolską i miał dwóch synów.
Od 1587 przebywał w Polsce. W roku 1589 podpisał ugodę bytomsko-będzińską Arcyksiąże arcyksięcia Maksymiliana z rodu Habsburgów, pretendenta do korony polskiej w okresie elekcji oraz późniejszego wielkiego mistrza zakonu krzyżackiego (1590-1618). W 1592 roku był deputatem na Trybunał Koronny. W latach 1598 i 1609 posłował na sejm z województwa płockiego.
Początkowo pełnił urząd podkomorzego płockiego. Z czasem otrzymał nominację na urząd kasztelana sierpeckiego 1609, kasztelana raciąskiego 1613, a tuż przed końcem życia został kasztelanem płockim (1612-1616). Sprawował też obowiązki starosty Ostrowi Mazowieckiej od 1612 roku.
Od 1609 roku jako komisarz królewski podróżował do Królewca, w związku z objęciem Prus Książęcych przez Jana Zygmunta Hohenzollerna, elektora brandenbuskiego.